# Teatro Tivoli
El Teatro Tivoli és un teatre de Lisboa, (Portugal), situat a l'avinguda da Liberdade (de la Libertad). Fundat l'any 1924 disposa de 1.088 seients. Qualificat d'immoble d'interès públic.